# 美國陸軍第13空降師
第13空降師（英語：The 13th Airborne Division）是美國陸軍在第二次世界大戰期間的空降師之一。由Eldridge Chapman少將擔任師長。它在1943年8月在 北卡羅萊納州的布拉格堡正式成立。該師並未投入戰場，而是留在美國訓練。該師的訓練於1944年9月完成，但在四個月以後才替第82空降師和第101空降師提供增援。該師也因美國國內缺乏運輸機而延後了大規模的訓練活動。這樣的延遲是因為第82空降師和第101空中突擊師正在歐洲作戰，因此在裝備的補充上優先於第13空降師。由於這些延遲，該師遲在1945年1月才完成訓練和戰鬥準備，並在2月時赴往法國和歐洲戰區。
當該師抵達法國，它由盟軍第一空降軍團指揮，該軍下轄所有同盟國空降部隊。當空降師在1945年初抵達時，師團錯過了同盟國第三次主要的空降作戰計畫市場花園行動。該師應召參與大學行動，這計畫目的是要支援第21集團軍橫渡萊茵河，但由於運輸機的不足，不能讓師團投入戰鬥而從計畫中除去該師的參與。

## 師作戰序列
第13空降師的部隊包含了：
- 第88滑翔步兵團（1945年3月1日解散，裝備轉給第326滑翔步兵團）
- 第189滑翔步兵團（1943年12月4－8日間解散，由第88滑翔步兵團和第326滑翔步兵團取代）
- 第190滑翔步兵團（1943年12月4－8日間解散，由第88滑翔步兵團和第326滑翔步兵團取代）
- 第326滑翔步兵團
- 第515傘兵團
- 第517傘兵團（1945年3月1日成立；取代第88滑翔步兵團）
- HHB，師屬砲兵
  - 第458傘降野戰炮兵營（75 mm砲）
  - 第460傘降野戰炮兵營（75 mm砲）（1945年2月22日成立）
  - 第676滑翔野戰炮兵營（75 mm砲）
  - 第677滑翔野戰炮兵營（75 mm砲）
- 第129空降工兵營
- 第153空降防空營
- 第222空降醫務連
- 第13傘保連
- 師部直屬部隊
  - 第13空降師師部連
  - 憲兵排
  - 第713空降保修連
  - 第513空降通信連
  - 第409空降補給連[5]

## 外部連結
- Murray, Williamson. . World War II Magazine.   [2008-04-28]. （原始内容存档于2008-06-05）.